# Joseph Bologna
Joseph Bologna (Nova Iorque, 30 de dezembro de 1934 - Califórnia, 13 de agosto de 2017) foi um ator estadunidense, dramaturgo e roteirista notável por seus papéis nos filmes de comédia My Favorite Year, Blame It on Rio and Transylvania 6-5000.

## Filmografia
- Made for Each Other (1971) — Giggy
- Honor Thy Father (1973) — Salvatore (Bill) Bonanno
- Acts of Love and Other Comedies  (1973) — Arthur Hellman
- Cops & Robbers (1973) — Joe
- Mixed Company (1974) — Pete
- What Now, Catherine Curtis? (1976) — Peter
- The Big Bus (1976) — Dan Torrance
- Woman of the Year (1976) — Sam Rodino
- Torn Between Two Lovers (1979) — Ted Conti
- Chapter Two (1979) — Leo Schneider
- My Favorite Year (1982) — Stan "King" Kaiser
- One Cooks, the Other Doesn't (1983) — Max Boone
- The Joe Piscopo Special (1984) — Rev. Jimmy
- Bedrooms (1984) — Host / Bill / David
- Blame It on Rio (1984) — Victor Lyons
- The Woman in Red (1984) — Joey
- Transylvania 6-5000 (1985) — Dr. Malavaqua
- Copacabana (1985) — Rico Castelli
- A Time to Triumph (1986) — Chuck Hassan
- Sins (1986) — Steve Bryant
- Rags to Riches (1987–1988, TV series) — Nick Foley
- Not Quite Human (1987) — Gordon Vogel
- It Had to Be You (1989) — Vito Pignoli
- Coupe de Ville (1990) — Uncle Phil
- Alligator II: The Mutation (1991) — David Hodges
- Married... with Children (1991) — Charlie Verducci
- Top of the Heap (1991) — Charlie Verducci
- Citizen Cohn (1992) — Walter Winchell
- Jersey Girl (1992) — Bennie
- Murder, She Wrote (1992) — Brynie Sullivan
- Daddy Dearest (1993) — Dr. Di Napoli
- Deadly Rivals (1993)  — Anthony Canberra
- L.A. Law (1994, TV series) — Jack Barbara
- Revenge of the Nerds IV: Nerds in Love (1994) — Aaron Humphrey
- Night of the Archer (1994) — Reggie
- The Nanny (1994; 1999) — Alan Beck / Dr. Joe Razzo
- Caroline in the City (1996) — Lou Spadaro
- Love Is All There Is (1996) — Mike Capomezzo
- Ringer (1996) — Goldstein
- Worlds's Finest (1996) — SCU Lt. Dan Turpin
- Superman: The Animated Series (1997–1999, série de TV) — SCU Lt. Dan Turpin (voice)
- Jenny (1998, série de TV) — Bernie
- Big Daddy (1999) — Lenny Koufax
- Blink of an Eye (1999) — Renfro
- Martial Law (1999, série de TV) — Alistair Temple
- Baby Huey's Great Easter Adventure (1999) — P.T. Wynnsocki
- Dying on the Edge (2001) — Cal Roman
- Returning Mickey Stern (2002) — Mickey Stern
- The Chris Isaak Show (2002) — Uncle Corky
- Arliss (2002)
- Pledge of Allegiance (2003) — Principal Pugliese
- Jane Doe: Til Death Do Us Part (2005) — Louis Angelini
- Everwood (2005) — Max Barrett
- Boynton Beach Club (2005) — Harry
- Ice Age: The Meltdown (2006) — Mr. Start (voz)
- According to Jim (2006) — Bill
- CSI: Crime Scene Investigation (2010, série de TV) — Giovanni "Papa" DiMasa
- Driving Me Crazy (2012) — Martin Brown

1. ↑  Barnes, Mike (13 de agosto de 2017). "Joseph Bologna, ator de 'Meu ano favorito' e roteirista indicado ao Oscar, morre aos 82 anos" . The Hollywood Reporter . ISSN  0018-3660 .
2. ↑  Gates, Anita (14 de agosto de 2017). «Joseph Bologna, Onscreen Tough Guy With a Sense of Humor, Dies at 82 (Published 2017)». The New York Times (em inglês). ISSN 0362-4331. Consultado em 31 de dezembro de 2020